# Lough Owel
Lough Owel je jezero ve střední části Irska, které leží severně od města Mullingar, centra hrabství Westmeath v Leinsteru. Je 6 km dlouhé a 3 km široké. Nachází se v nadmořské výšce 85 m n. m.

## Vodní režim
Vodu z jezera odvádí Royal Canal, který spojuje napříč Irskem Dublin s řekou Shannon. Jezero náleží spolu s jezerem Lough Ennell a několika dalšími jezery k povodí řeky Brosna.

## Přístup
Přístup k jezeru je od parkoviště a mola na jihu ze silnice N4 z Mullingaru do Longfordu.